# Gnathochorisis crassulus
Gnathochorisis crassulus är en stekelart som först beskrevs av Thomson 1888.  Gnathochorisis crassulus ingår i släktet Gnathochorisis och familjen brokparasitsteklar. Inga underarter finns listade i Catalogue of Life.